# Alexanderplatz
Alexanderplatz è un'importante piazza di Berlino, nel quartiere Mitte, situata a nord del centro storico.
Importante centro commerciale, nodo viabilistico e di trasporti, Alexanderplatz è storicamente considerata il centro della parte orientale della città.

## Storia
In origine era un mercato di bestiame, ed era perciò denominata Ochsenplatz ("piazza dei buoi"); le fu dato nome Alexanderplatz in onore di una visita dello zar russo Alessandro I il 25 ottobre 1805.
La piazza divenne importante nel tardo XIX secolo con la costruzione di una stazione omonima e dei mercati generali: Alexanderplatz divenne così una delle maggiori zone commerciali della città, e tale rimase fino al 1945, quando i bombardamenti la danneggiarono gravemente.
La piazza è stata soggetta a numerosi riaggiustamenti nella sua storia; tra i più recenti, negli anni sessanta, fu allargata, in un'ottica di riqualifica del centro urbano attuato dalla Repubblica Democratica Tedesca. Alexanderplatz è circondata da diversi edifici famosi, tra i quali la torre della televisione (Fernsehturm), la seconda struttura più alta in Europa. La piazza ospita anche l'Hotel Park Inn, la struttura abitabile più alta della città, e l'Orologio del tempo del mondo, una struttura che ruota continuamente mostrando l'ora nelle varie zone della Terra.
Sulla scia delle rivoluzioni del 1989 è il centro di una grande manifestazione contro il regime politico della Repubblica Democratica Tedesca.
A seguito della riunificazione tedesca, Alexanderplatz è stata gradualmente modificata, con il rinnovamento di molti degli edifici che la circondano. Nel 1993 furono presentati progetti per la costruzione di numerosi grattacieli.

## Edifici

### Alexanderhaus e Berolinahaus

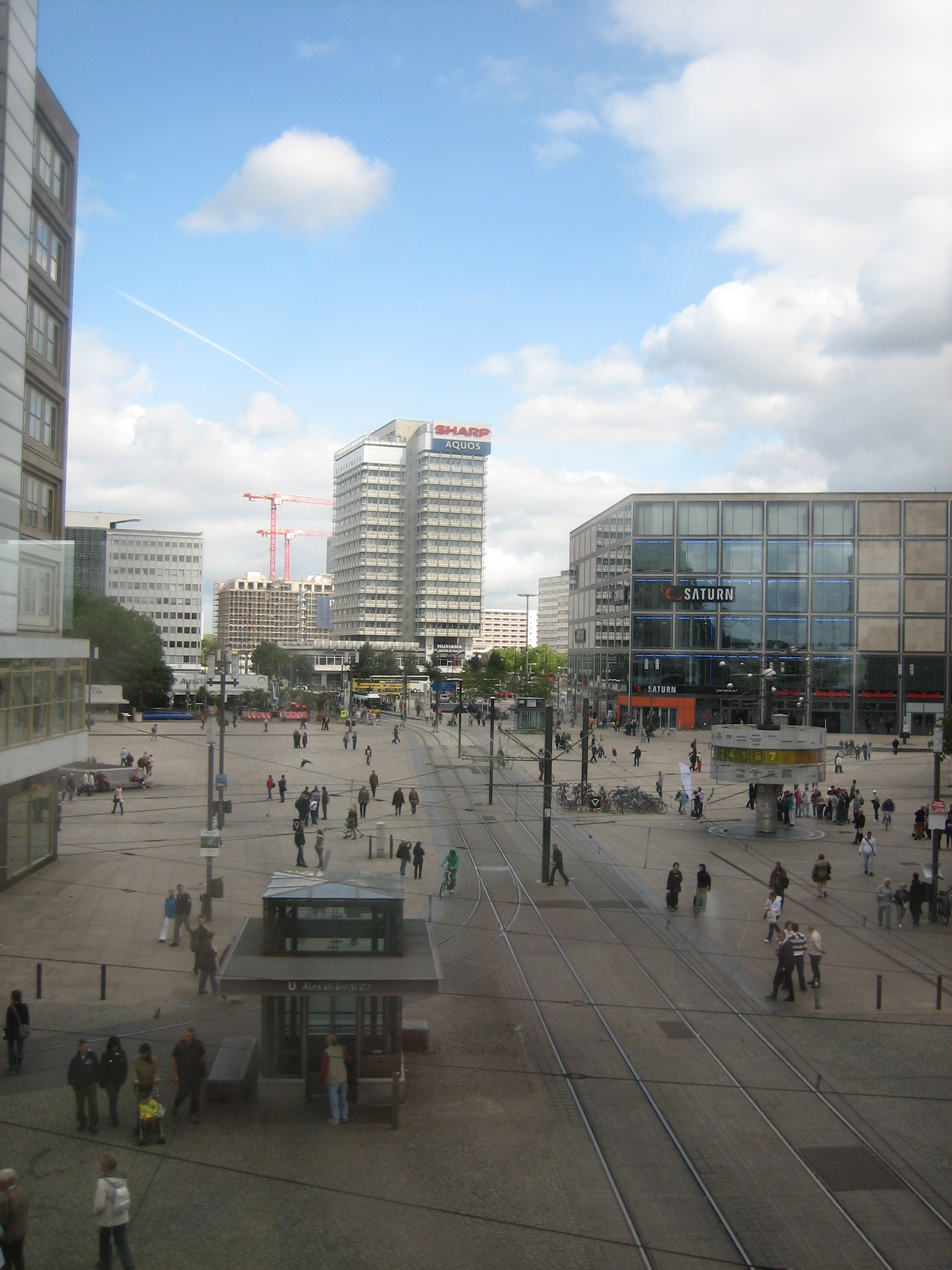
Alexanderplatz dalla Metropolitana

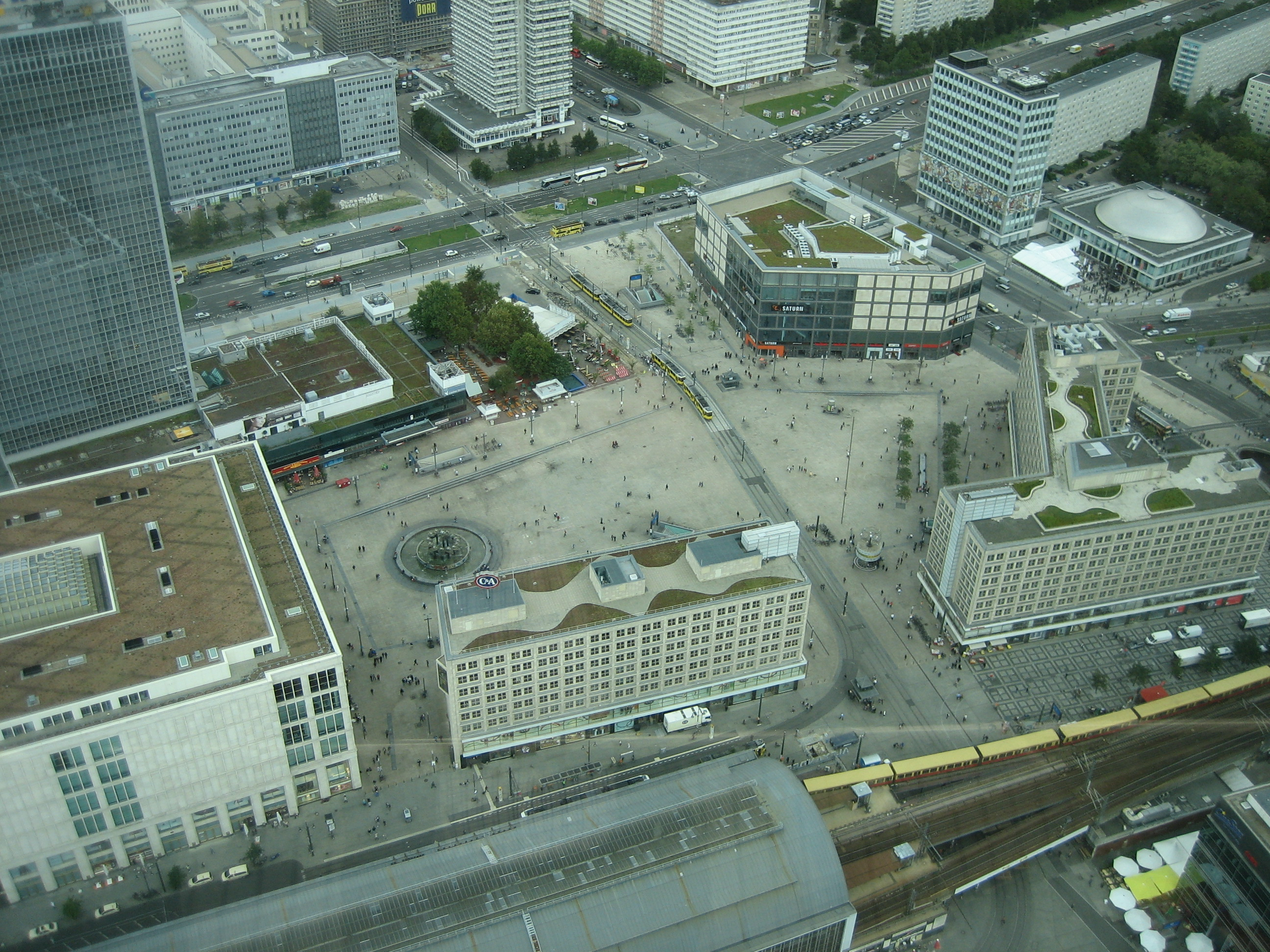
Alexanderplatz dall'alto della Torre della Televisione

I due edifici furono costruiti tra il 1932 e il 1956 su progetto dell'architetto Peter Behrens. Erano parte, l'unica realizzata, del progetto di completo rifacimento della piazza elaborato alla fine degli anni 1920.
Entrambi gli edifici hanno otto piani: il piano terreno e il primo erano a uso commerciale, i sei piani superiori terziario.
I corpi scala simmetrici dei due edifici segnalano l'inizio della Rathausstraße e, all'epoca della costruzione, costituivano una sorta di porta sul centro storico (pesantemente colpito dai bombardamenti della seconda guerra mondiale). Sono altresì un esempio di Lichtarchitektur (architettura luminosa).
Gravemente danneggiati durante la seconda guerra mondiale, i due edifici furono successivamente ricostruiti e integrati nella nuova sistemazione della piazza. Il Berolinahaus divenne sede dell'amministrazione del distretto urbano (Stadtbezirk) Mitte, nell'Alexanderhaus si insediò invece un grande magazzino.
L'Alexanderhaus fu restaurata nel 1993-1995, il Berolinahaus nel 2005-2006. Entrambe sono oggi sotto tutela monumentale (Denkmalschutz).

### Haus der Statistik

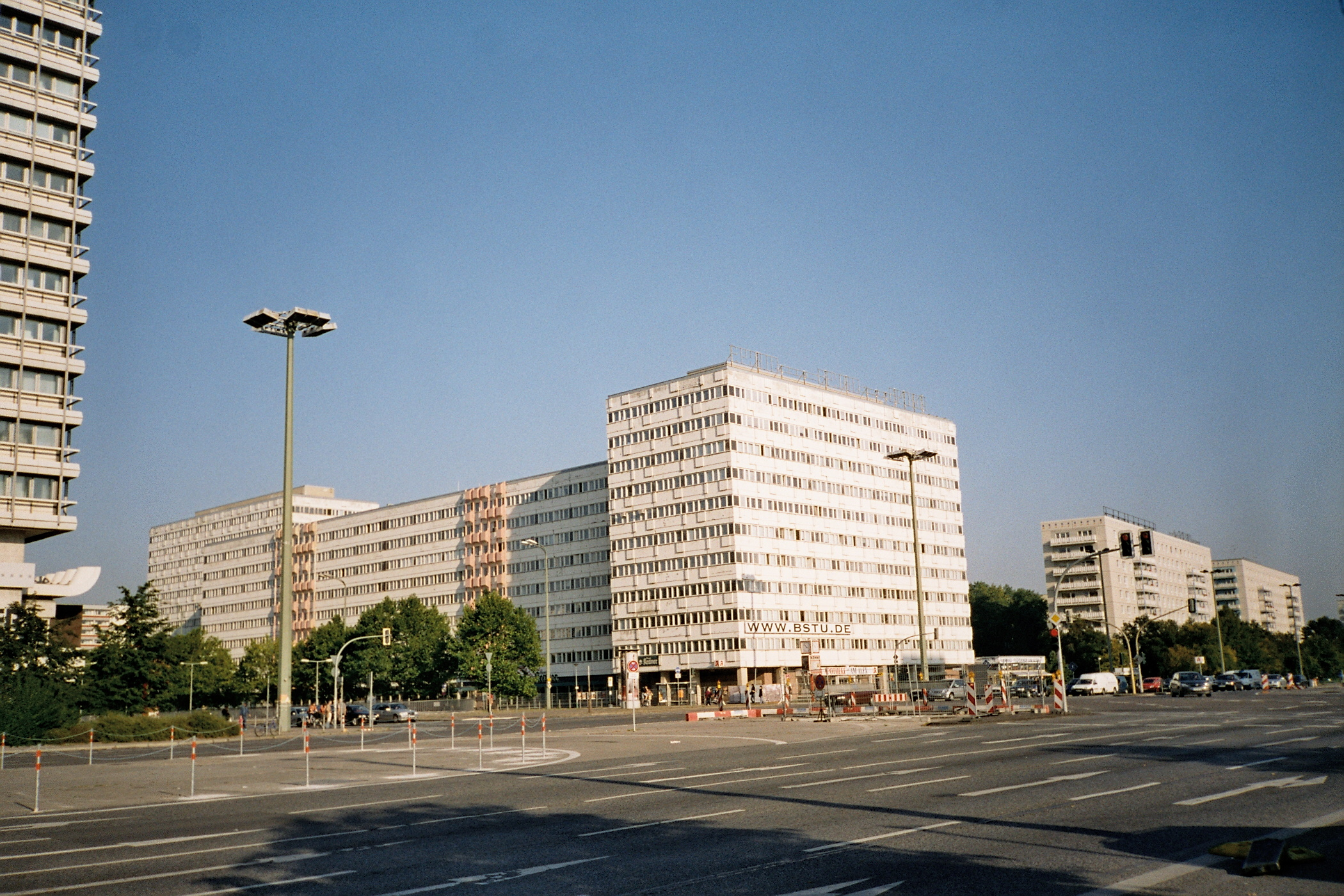
La Haus der Statistik

La Haus der Statistik ("casa della statistica") fu costruita nel 1968-1970 su progetto degli architetti Hörner, Senf e Härter.
L'edificio, alto da 9 a 11 piani, si estende lungo la Otto-Braun-Straße.
Ospitava originariamente gli uffici statistici centrali della Repubblica Democratica Tedesca. È oggi sede dei Bundesbeauftragten für die Unterlagen des Staatsicherheitsdienstes der ehemaligen Deutschen Demokratischen Republik ("commissione di supporto del servizio segreto statale dell'ex RDT"), e ospita la sede berlinese dell'Ufficio federale di statistica.
È in previsione, a lungo termine, l'abbattimento dell'edificio e la costruzione sull'area di un edificio più piccolo, affiancato da un parco pubblico.

### Haus der Elektroindustrie

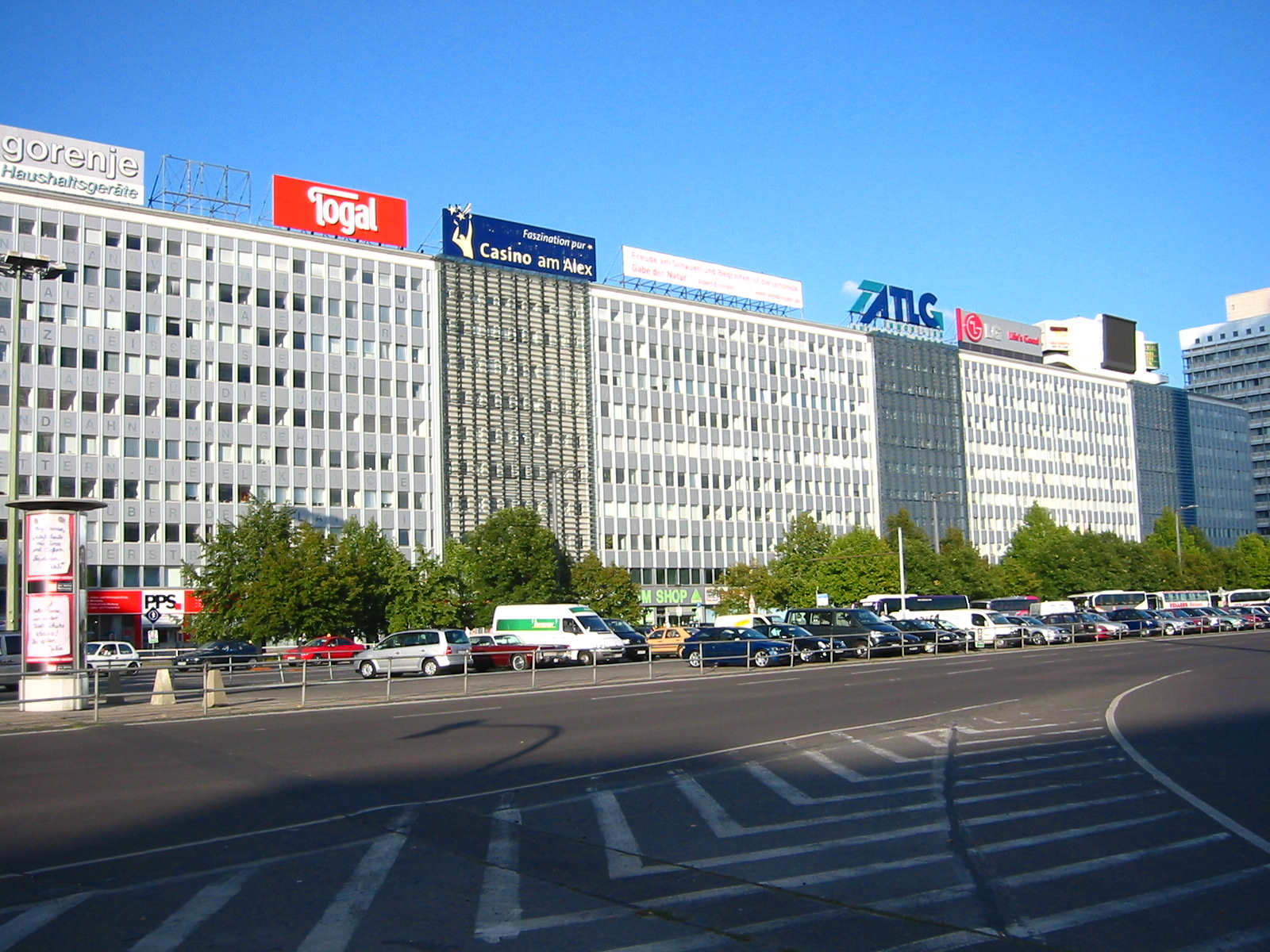
La Haus der Elektroindustrie

La Haus der Elektroindustrie ("Casa dell'industria elettronica"), detta anche Haus der Elektrotechnik ("Casa dell'elettrotecnica"), è un edificio di 10 piani, con una facciata lunga ben 220 metri.
Fu costruita nel 1967-1969 su progetto degli architetti Emil Leibold, Heinz Mehlan e Peter Skujin.
Inizialmente ospitava la sede del Ministero dell'industria elettronica ed elettrotecnica della RDT. Al piano terreno vi erano spazi commerciali, che vendevano prodotti dell'industria elettronica nazionale.
Dopo la riunificazione divenne sede della Treuhandanstalt, la società federale incaricata di privatizzare le aziende statali dell'ex RDT.
L'edificio è stato restaurato fra il 1998 e il 2000. In tale occasione, sulla facciata si sono poste in opera grandi lettere alfabetiche (una per ogni pannello della facciata), che formano un brano tratto dal romanzo Berlin Alexanderplatz di Alfred Döblin (1929).
Dopo il restauro la Haus der Elektroindustrie, ribattezzata Alex 6, è diventata sede dei Ministeri dell'Ambiente e della Famiglia.
I progetti prevedono, a lungo termine, l'abbattimento dell'edificio, e la sua sostituzione con tre blocchi (denominati A9, A10 e A11), due dei quali dominati da due grattacieli.

### Hotel Park Inn Berlin

L'Hotel Park Inn Berlin nel 2015

### Grande magazzino "Galeria Kaufhof Berlin-Alexanderplatz"
L'edificio situato a ridosso della piazza, nel 2004 è stato completamente ristrutturato.

## Trasporti

### Trasporto privato
In passato Alexanderplatz era il punto di partenza per le tre strade che portavano alle porte di Prenzlauer, Bernauer e Landsberger all'interno del Zollmauer ed è quindi stato un importante snodo per il traffico stradale già dal XVIII secolo. Oggi la Bundesstraße 1, 2 e 5 si incrociano ad Alexanderplatz.

### Metropolitana

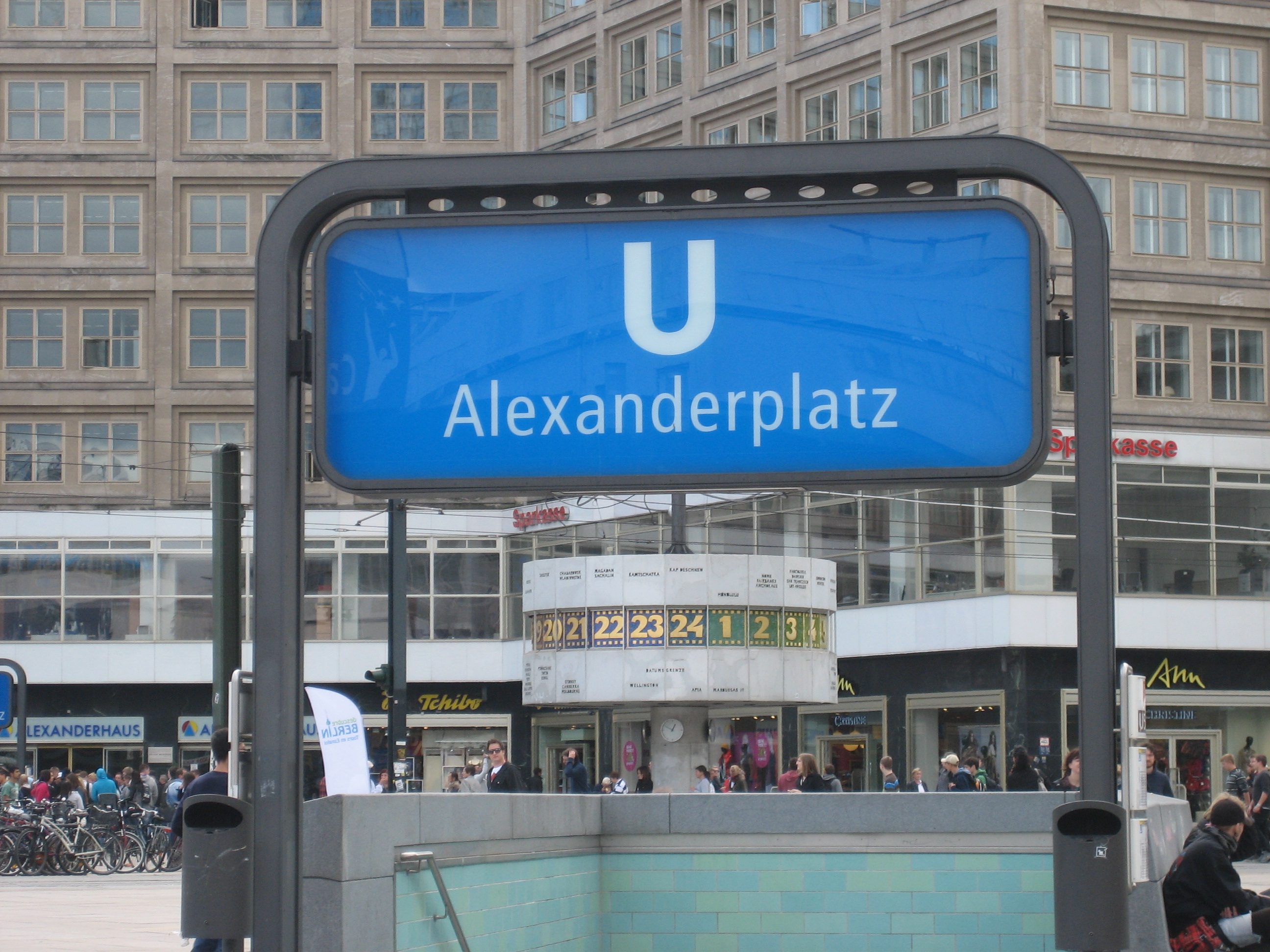
Stazione U-bahn di Alexanderplatz

La stazione della metropolitana di Alexanderplatz è — insieme a quella di Nollendorfplatz — una delle più grandi e trafficate di Berlino. Si incrociano le linee U2, U5 e U8. Le banchine sono disposte a forma di H, con la U2 che corre nel braccio orientale, la U8 nel braccio occidentale e la U5 che corre trasversalmente nel livello inferiore.

## Nei dintorni

### Polizeipräsidium

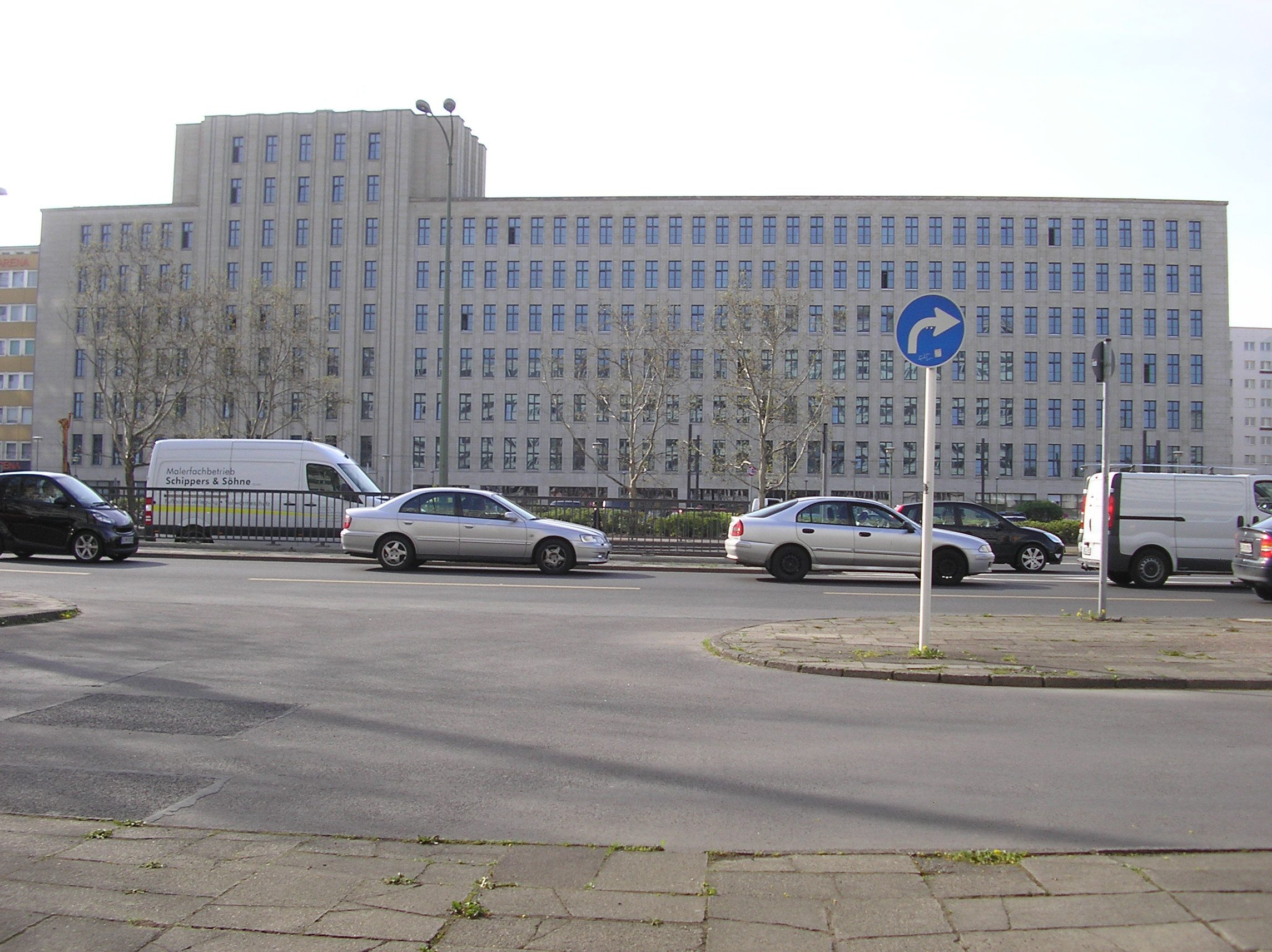
Il Polizeipräsidium nel 2010

L'edificio che ospita il Polizeipräsidium, o "presidio di polizia", si trova a nord della piazza, lungo la Otto-Braun-Straße. È un grande edificio, articolato intorno a ben 7 cortili interni. Ha 7 piani (con una torre di 9 a segnalare l'ingresso principale) e una facciata, ricoperta in pietra scura, di ben 177 metri di lunghezza.
Dal 1945 ospita la sede del presidio di polizia. Attualmente si trova sotto tutela monumentale (Denkmalschutz).

## Monumenti

### Brunnen der Völkerfreundschaft

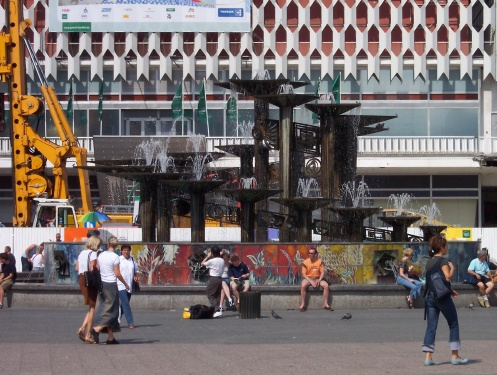
La fontana dell'amicizia fra i popoli

La Brunnen der Völkerfreundschaft (lett.: "fontana dell'amicizia fra i popoli"), al centro dell'area pedonale, fu inaugurata nel 1970.
La fontana è di forma circolare, con un diametro di 23 metri e un'altezza massima di 6,2 metri.
Fu disegnata da un gruppo di artisti sotto la guida di Walter Womacka. La base è decorata con ceramiche smaltate. La parte superiore è invece costituita da 17 strutture a forma d'ombrello, dalle quali scende l'acqua.
La fontana, sotto tutela monumentale (Denkmalschutz), è stata restaurata nel 2002. Nel 2007 è stata ripristinata l'originale illuminazione subacquea.

### Urania Weltzeituhr

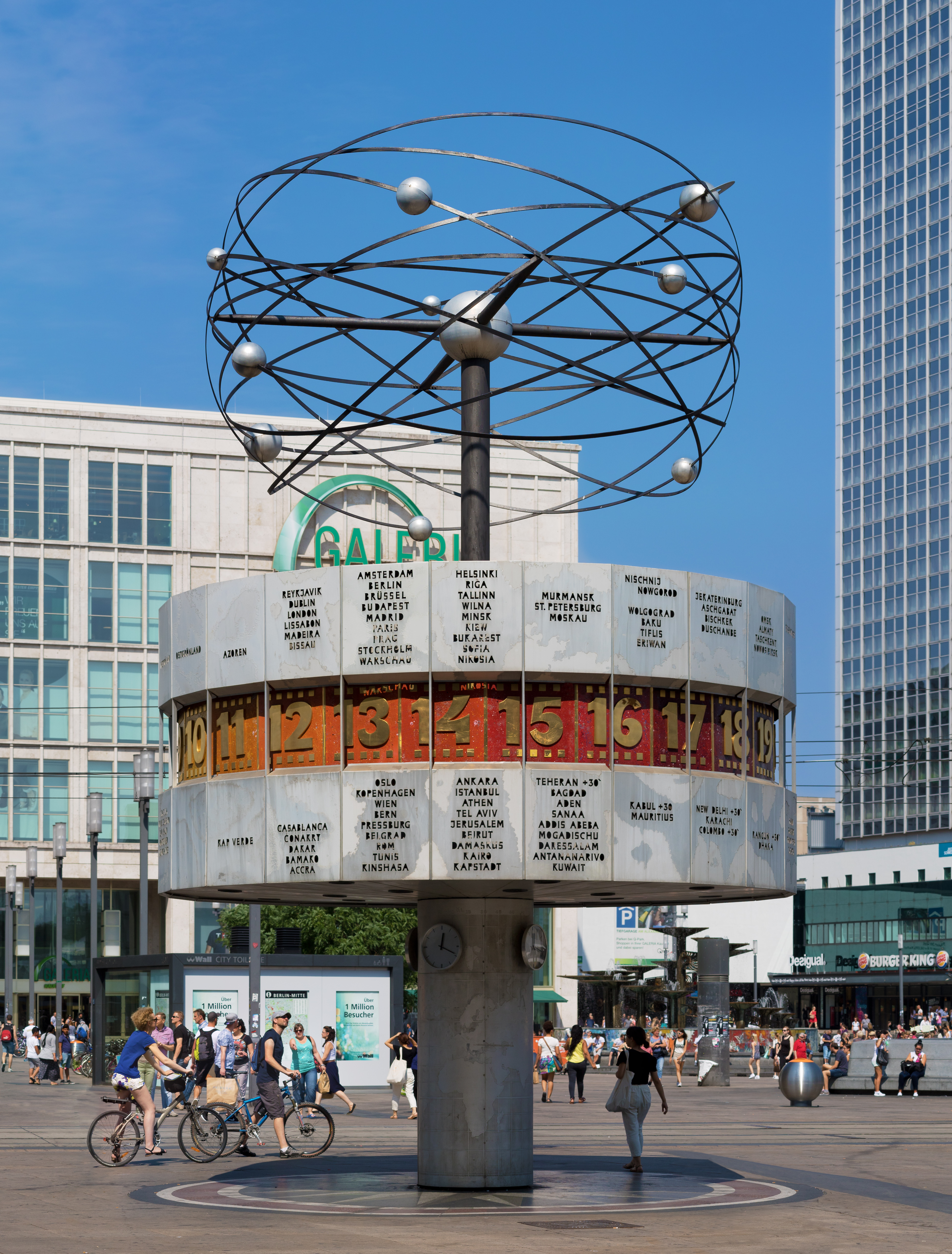
L'orologio del tempo del mondo

L'orologio Urania Weltzeituhr è una struttura atta a indicare l'ora unita a una rappresentazione simbolica del mondo. Dal momento della sua installazione il 30 settembre 1969 costituisce uno dei più amati punti di incontro di Berlino.

## Nella cultura di massa
Alla piazza si è ispirato Franco Battiato nella scrittura della canzone Alexander Platz, interpretata da Milva nel 1982, dall'album Milva e dintorni, che presenta un quadro di vita quotidiana nella Berlino Est.